# Junintapaculo
Der Junintapaculo (Scytalopus gettyae) ist eine Sperlingsvogelart aus der Familie der Bürzelstelzer (Rhinocryptidae). Er ist in der Region Junín in Zentralperu endemisch. Das Artepitheton ehrt Caroline Marie Getty (* 1957), eine Enkelin von J. Paul Getty, die als Naturschützerin für die National Fish and Wildlife Foundation (NFWF) tätig ist. Der Junintapaculo wurde 2008 entdeckt und 2013 wissenschaftlich beschrieben.

## Merkmale
Die Maß- und Merkmalsangaben basieren auf vier Exemplaren, darunter drei ausgewachsenen und einem halbwüchsigen Männchen. Die Körperlänge beträgt ungefähr 11 cm. Das Gewicht liegt zwischen 19,8 und 20,9 g, die Schnabellänge zwischen 5,9 und 6,6 mm, die Lauflänge zwischen 21,9 und 24,0 mm, die Flügellänge zwischen 55,0 und 58,8 mm und die Schwanzlänge zwischen 37,0 und 40,9 mm. Das Gefieder der ausgewachsenen Männchen ist allgemein dunkelfarbig bis schwarz. Die Iris ist dunkelbraun. Die Beine sind dunkelbraun und der Schnabel ist schwarz. Beim halbwüchsigen Männchen weisen die Flügel, der Schwanz und die Unterschwanzdecken bräunlichen Binden auf. An den Flanken und am Bauch sind ocker-gelblichbraune Markierungen zu erkennen. Vom sympatrisch vorkommenden Schieferrückentapaculo (Scytalopus femoralis) unterscheidet sich der Junintapaculo durch seine geringere Körperlänge sowie durch das Fehlen der extensiven braunen und schwarzen Bänderung an den Flanken und am Bürzel. Er ist allgemein dunkler als der Trillertapaculo (Scytalopus parvirostris) und der Grautapaculo (Scytalopus acutirostris) und kurzschwänziger als der Schwarztapaculo (Scytalopus latrans).

## Lautäußerungen
Der Gesang besteht aus einer sich wiederholenden Reihe von vier bis zehn Tönen, die allmählich über Frequenzen von 1,2 bis 3,5 kHz aufsteigen. Jede Reihe dauert 0,4 bis 0,6 Sekunden, wird alle 1 bis 1,9 Sekunden wiederholt und beinhaltet einen einzigen lauten Hochfrequenzton im Bereich von 1,7 bis 1,8 kHz. Es folgen zwei bis fünf zusätzliche Töne, die schwächer im Volumen und niedriger in der Frequenz (bei 1,6 kHz) beginnen und allmählich lauter sowie höher in der Frequenz werden. Der abschließende Ton liegt bei einer Frequenz von 2,4 bis 3,6 kHz und ist höher als der anfängliche laute Ton. Der Gesang weist eine individuelle Variation in Geschwindigkeit, Umfang und Frequenz auf. Der Ruf besteht aus einem scharfen absteigenden Ton, der zunächst im Frequenzbereich von 3,2 bis 3,5 kHz wiedergegeben wird, dann auf 1,8 bis 1,9 kHz absteigt und alle 2 bis 2,8 Sekunden wiederholt wird.

## Vorkommen
Das Verbreitungsgebiet erstreckt sich über eine Fläche von 130 km². Der Junintapaculo ist von zwei Örtlichkeiten bekannt, die sich in der Huaytapallana-Kordillere unterhalb des Cerro Apalla zwischen Calabaza und Toldopampa in der Nähe des Río Satipo in der Region Junín in Zentralperu befinden.

## Lebensraum
Der Junintapaculo bewohnt das Unterholz der gemäßigten feuchten Bergwälder in Höhenlagen von 2400 bis 3200 m. Er ist allgemein in dichter und niedriger Sekundärvegetation zu finden, einschließlich in Büschen, in Bambusdickichten sowie in Farnen unter dem Blätterdach von angrenzenden Primärwäldern. In Höhenlagen von 2400 bis 2500 m ersetzt er den Schieferrückentapaculo und in Höhenlagen von 2900 bis 3200 m wird er vom Grautapaculo ersetzt. 

## Lebensweise
Seine Nahrung besteht aus Insekten. Vier Männchen in Brutbereitschaft wurden im Oktober 2008 beobachtet. Mehr ist über seine Lebensweise nicht bekannt.

## Status
Bei ihrer Einschätzung der Bestandssituation empfahl das Forscherteam um Peter Hosner eine IUCN-Klassifizierung in der Kategorie „unzureichende Datenlage“ (data deficient). Ende 2016 wurde der Junintapaculo von der IUCN „auf die Vorwarnliste“ (near threatened) gesetzt. Diese IUCN-Bewertung basiert auf Schätzungen für verwandte Arten. Da nur ein kleiner Teil des Vorkommens bekannt ist, könnte die Population in der Region mindestens 7.500 bis 12.000 Exemplare betragen, was einer Schätzung von 5.000 bis 8.000 Altvögeln entspricht. Möglicherweise könnte diese Art auch in anderen Regionen vorkommen. Als Hauptgefährdung gilt die Entwaldung.